# Liste der Bodendenkmäler in Sulzdorf an der Lederhecke
Auf dieser Seite sind die Bodendenkmäler in der unterfränkischen Gemeinde Sulzdorf an der Lederhecke zusammengestellt. Diese Tabelle ist eine Teilliste der Liste der Bodendenkmäler in Bayern. Grundlage ist die Bayerische Denkmalliste, die auf Basis des Bayerischen Denkmalschutzgesetzes vom 1. Oktober 1973 erstmals erstellt wurde und seither durch das Bayerische Landesamt für Denkmalpflege geführt wird. Die folgenden Angaben ersetzen nicht die rechtsverbindliche Auskunft der Denkmalschutzbehörde.

## Bodendenkmäler der Gemeinde Sulzdorf an der Lederhecke

### Bodendenkmäler in der Gemarkung Obereßfeld
| Lage                  | Objekt | Akten-Nr.     | Bild |
| --------------------- | --- | ------------- | ---- |
| Obereßfeld (Standort) | Siedlung der Linearbandkeramik. | D-6-5729-0037 |      |
| Obereßfeld (Standort) | Archäologische Befunde im Bereich des ehemaligen frühneuzeitlichen Schlosses in Obereßfeld mit Ökonomiegebäuden.                                                                                         | D-6-5729-0070 |      |
| Obereßfeld (Standort) | Archäologische Befunde des Mittelalters und der frühen Neuzeit im Bereich der Katholischen Pfarrkirche St. Nikolaus bei Obereßfeld mit befestigtem Kirchhof sowie mittelalterliche Wüstung Mitteleßfeld. | D-6-5729-0071 |      |

### Bodendenkmäler in der Gemarkung Schwanhausen
| Lage                    | Objekt                                                           | Akten-Nr.     | Bild |
| ----------------------- | ---------------------------------------------------------------- | ------------- | ---- |
| Schwanhausen (Standort) | Bestattungsplatz mit Grabhügel vorgeschichtlicher Zeitstellung.  | D-6-5729-0011 |      |
| Schwanhausen (Standort) | Bestattungsplatz mit Grabhügeln vorgeschichtlicher Zeitstellung. | D-6-5729-0012 |      |

### Bodendenkmäler in der Gemarkung Serrfeld
| Lage                | Objekt | Akten-Nr.     | Bild |
| ------------------- | --- | ------------- | ---- |
| Serrfeld (Standort) | Archäologische Befunde im Bereich der mittelalterlichen Katholischen Filialkirche St. Maria von Serrfeld mit Kirchgaden. | D-6-5729-0013 |      |

### Bodendenkmäler in der Gemarkung Sternberg i.Grabfeld
| Lage                            | Objekt | Akten-Nr.     | Bild |
| ------------------------------- | --- | ------------- | ---- |
| Sternberg i.Grabfeld (Standort) | Grenzgraben mittelalterlicher Zeitstellung.                                                                             | D-6-5729-0015 |      |
| Sternberg i.Grabfeld (Standort) | Siedlung der Urnenfelderzeit.                                                                                           | D-6-5729-0016 |      |
| Sternberg i.Grabfeld (Standort) | Siedlung der Linearbandkeramik, der Urnenfelderzeit und der Hallstattzeit.                                              | D-6-5729-0017 |      |
| Sternberg i.Grabfeld (Standort) | Siedlung des Mittelneolithikums.                                                                                        | D-6-5729-0018 |      |
| Sternberg i.Grabfeld (Standort) | Siedlung der Linearbandkeramik.                                                                                         | D-6-5729-0019 |      |
| Sternberg i.Grabfeld (Standort) | Siedlung der Linearbandkeramik.                                                                                         | D-6-5729-0020 |      |
| Sternberg i.Grabfeld (Standort) | Siedlung vor- und frühgeschichtlicher Zeitstellung.                                                                     | D-6-5729-0035 |      |
| Sternberg i.Grabfeld (Standort) | Archäologische Befunde im Bereich der frühneuzeitlichen Katholischen Pfarrkirche St. Wendelin von Sternberg i.Grabfeld. | D-6-5729-0077 |      |
| Sternberg i.Grabfeld (Standort) | Archäologische Befunde des Mittelalters und der frühen Neuzeit im Bereich des Schlosses in Sternberg i.Grabfeld.        | D-6-5729-0078 |      |

### Bodendenkmäler in der Gemarkung Sulzdorf a.d.Lederhecke
| Lage                               | Objekt | Akten-Nr.     | Bild |
| ---------------------------------- | --- | ------------- | ---- |
| Sulzdorf a.d.Lederhecke (Standort) | Bestattungsplatz mit Grabhügeln vorgeschichtlicher Zeitstellung.                                                                           | D-6-5729-0006 |      |
| Sulzdorf a.d.Lederhecke (Standort) | Bestattungsplatz mit Grabhügeln vorgeschichtlicher Zeitstellung mit Bestattungen vermutlich der Schnurkeramik.                             | D-6-5729-0007 |      |
| Sulzdorf a.d.Lederhecke (Standort) | Bestattungsplatz mit Grabhügeln vorgeschichtlicher Zeitstellung.                                                                           | D-6-5729-0008 |      |
| Sulzdorf a.d.Lederhecke (Standort) | Verhüttungsplatz vor- und frühgeschichtlicher oder mittelalterlicher bis frühneuzeitlicher Zeitstellung.                                   | D-6-5729-0009 |      |
| Sulzdorf a.d.Lederhecke (Standort) | Archäologische Befunde des Mittelalters und der frühen Neuzeit im Bereich der Evangelisch-Lutherischen Kirche von Sulzdorf a.d.Lederhecke. | D-6-5729-0066 |      |
| Sulzdorf a.d.Lederhecke (Standort) | Archäologische Befunde des Mittelalters und der frühen Neuzeit im Bereich des Wasserschlosses Brennhausen mit zugehöriger Ökonomie.        | D-6-5729-0068 |      |
| Sulzdorf a.d.Lederhecke (Standort) | Archäologische Befunde im Bereich der 1922 abgebrochenen Synagoge des 18. Jahrhunderts in Sulzdorf a.d.Lederhecke.                         | D-6-5729-0082 |      |
| Sulzdorf a.d.Lederhecke (Standort) | Bestattungsplatz mit Grabhügeln vorgeschichtlicher Zeitstellung.                                                                           | D-6-5729-0083 |      |

### Bodendenkmäler in der Gemarkung Zimmerau
| Lage                | Objekt | Akten-Nr.     | Bild |
| ------------------- | --- | ------------- | ---- |
| Zimmerau (Standort) | Archäologische Befunde des Mittelalters und der frühen Neuzeit im Bereich der Katholischen Filialkirche St. Peter und Paul von Zimmerau. | D-6-5729-0080 |      |